# Robin Hud
Robin Hud (engl. Robin Hood) je junak iz engleskih srednjovekovnih narodnih priča.
Robin Hud je pobunjenik, odmetnik, iz Šervudske šume koja se nalazi u blizini grada Notingema u Engleskoj. Njegovi najveći neprijatelji su Princ Jovan bez Zemlje i šerif Notingema. Robin Hud od svojih neprijatelja uzima novac i daje ga sirotinji ili ga vraća ukoliko im je prethodno pod nekim izgovorom uzet.
Robin Hud je u 20. veku omiljeni heroj mnogih filmova, pre toga je značajna ličnost bila u romantičnim romanima, kao što je Ajvanho. Po nekim tvrdnjama članovi njegove bande su bili: Mali Džon, Tak (poznatiji kao fratar Tak), Alan A Dejl, Veliki Džon, Đak-Safija, Vil Skarlet, Kejt.
Neki čak tvrde da je legendarna ledi Merijen (Marijana) mogla da se stavi kao član bande.

## Spoljašnje veze
- Činjenica ili Fikcija: Da li je Robin Hud bio stvarna ličnost u Srednjem veku? (Hronika - Srednjovekovna istorija - Zvanični jutjub kanal)
- Sajt o Robinu Hudu